# Inhibidor selectiu de la recaptació de serotonina
Els inhibidors selectius de la recaptació de serotonina (ISRS) són fàrmacs antidepressius, a dosi altes també són utilitzats per la bulímia i el trastorn obsessivocompulsiu. És el grup d'antidepressius més utilitzat avui dia.

## Fàrmacs
Fàrmacs comercialitzats al mercat espanyol:
- Citalopram (EFG, Citalvir, Prisdal, Seropram).
- Dapoxetina (Priligy).
- Escitalopram (EFG, Cipralex, Elicea, Esertia, Heipram).
- Fluoxetina (EFG, Prozac, Luramon).
- Fluvoxamina (EFG, Dumirox).
- Paroxetina (EFG, Frosinor, Motivan, Seroxat, Daparox).
- Sertralina (EFG, Besitran, Altisben, Aremis, Semonic).